# William Regal
|  | No el confongueu amb Darren Matthews, ciclista barbadià. |

Darren Matthews (10 de maig del 1968 -), més conegut als rings com a William Regal, és un exlluitador professional d'Anglaterra que treballa a la marca RAW de World Wrestling Entertainment (WWE).